# Briseida Dôgo de Resende
Briseida Dôgo de Resende (São Paulo, 1972) é bióloga, pesquisadora e coordenadora dos Laboratórios de Etologia, Desenvolvimento e Interação Social e o Laboratório de Cães. É professora universitária do Instituto de Psicologia da Universidade de São Paulo, bolsista produtividade CNPq2 e editora-chefe da Revista de Psicologia USP. Suas linhas de pesquisa são Etologia e Desenvolvimento. É presidente da Sociedade Brasileira de Etologia e vice-coordenadora do Programa de Pós-graduação em Psicologia Experimental da USP. Sua tese de Livre-Docência de 2019 é entitulada Etologia, cognição e sistemas em desenvolvimento. Livre docente é um título reservado apenas aos pesquisadores que contribuem significativamente para a criação de conhecimento original e relevante. No seu trabalho, ela une a etologia (o estudo do comportamento animal) com a psicologia do desenvolvimento humano, criando pontes inéditas entre espécies e culturas.

## Biografia
Ingressou no curso de Ciências Biológicas em 1991, graduando-se em 1994 pela Universidade de São Paulo. Prosseguiu sua formação acadêmica na mesma instituição, onde obteve o título de Mestre em 1999 e, posteriormente, o de Doutora em 2004.
Em 2010, foi admitida como professora da Universidade de São Paulo, assumindo funções docentes e de pesquisa no Instituto de Psicologia. Atualmente, ministra disciplinas na área de psicoetologia, orienta pesquisas de mestrado e doutorado e supervisiona projetos de pós-doutorado no âmbito do Programa de Pós-graduação em Psicologia Experimental da referida instituição.

## Atuação
A pesquisadora Briseida Resende conduz investigações que abrangem desde o estudo de macacos-prego e cães domesticados até o comportamento humano. Suas linhas de pesquisa concentram-se no desenvolvimento, nas interações sociais, nos processos de aprendizagem e nas dinâmicas entre humanos e animais. No âmbito da formação acadêmica, orientou 14 dissertações de mestrado, 7 teses de doutorado e supervisionou 2 projetos de pós-doutorado.
Além de suas atividades acadêmicas, integra a Rede de Atenção à Pessoa Indígena e dedica-se à divulgação científica por meio do perfil do LEDIS no Instagram. Sua contribuição à popularização do conhecimento inclui entrevistas para matérias especializadas sobre cães e macacos-prego, ampliando o alcance e a relevância social de suas pesquisas.
Para além da divulgação científica, Briseida Resende tem mais de 50 artigos científicos e 15 capítulos de livros. As publicações mais atuais versam sobre Conceito de ensino em animais humanos e não humanos, Comunição como ferrramenta pró-social em cães, Ações coordenadas em brincadeiras livres de crianças em encontros interetnicos, e Intervenções de aproximações entre crianças indígenas e não indígenas.
Como editora-chefe da Revista de Psicologia da USP, uma das revistas científicas mais respeitadas do Brasil na área, ela define padrões editoriais, revisa e aceita (ou rejeita) pesquisas de ponta. Como líder do LEDIS (Laboratório de Etologia, Desenvolvimento e Interação Social), ela não apenas pesquisa humanos e cães, mas também atua diretamente com comunidades indígenas, especialmente na Amazônia, estudando como diferentes culturas constroem conhecimento e relações sociais — isso traz uma perspectiva riquíssima, respeitosa e inovadora para a psicologia e a etologia.